# 三叉裸棘杜父魚
三叉裸棘杜父魚，為輻鰭魚綱鮋形目杜父魚亞目杜父魚科的其中一種，為溫帶海水魚，分布於北極圈周圍海域，棲息深度0-451公尺，體長可達30公分，棲息在砂泥底質底層水域，以片腳類、多毛類等為食，生活習性不明。

## 扩展阅读
維基物種上的相關：三叉裸棘杜父魚